# Verrucaria endocarpoides
Verrucaria endocarpoides är en lavart som beskrevs av Servít. Verrucaria endocarpoides ingår i släktet Verrucaria och familjen Verrucariaceae.   Inga underarter finns listade i Catalogue of Life.